# 152985 Kenkellermann
152985 Kenkellermann è un asteroide della fascia principale. Scoperto nel 2000, presenta un'orbita caratterizzata da un semiasse maggiore pari a 2,3280741 UA e da un'eccentricità di 0,1259431, inclinata di 6,48179° rispetto all'eclittica.